# Aphytis simplex
Aphytis simplex is een vliesvleugelig insect uit de familie Aphelinidae. De wetenschappelijke naam is voor het eerst geldig gepubliceerd in 1897 door Zehntner.